# NASCAR Thunder 2003
NASCAR Thunder 2003 é um simulador de corridas publicado pela Eletronic Arts em setembro de 2002 para Playstation, Playstation 2, Nintendo GameCube e Xbox e em outubro do mesmo ano para PC. É o quinto jogo da série NASCAR. O produto mostra Dale Earnhardt Jr. na capa.
Existem dois modos disponíveis para os jogadores. O Quick Race simplesmente permite que até quatro jogadores participem de qualquer pista e corrida com um número especificado de configurações. Após o término da corrida, o jogo volta ao menu principal. O Modo Carreira é o modo mais envolvente do jogo. Retornando do NASCAR Thunder 2002, ele coloca o jogador no controle de um piloto personalizado da NASCAR Winston Cup Series, que deve gerenciar a equipe de pit, o patrocínio, a pesquisa e o desenvolvimento por 20 temporadas.